# Papiro Edwin Smith

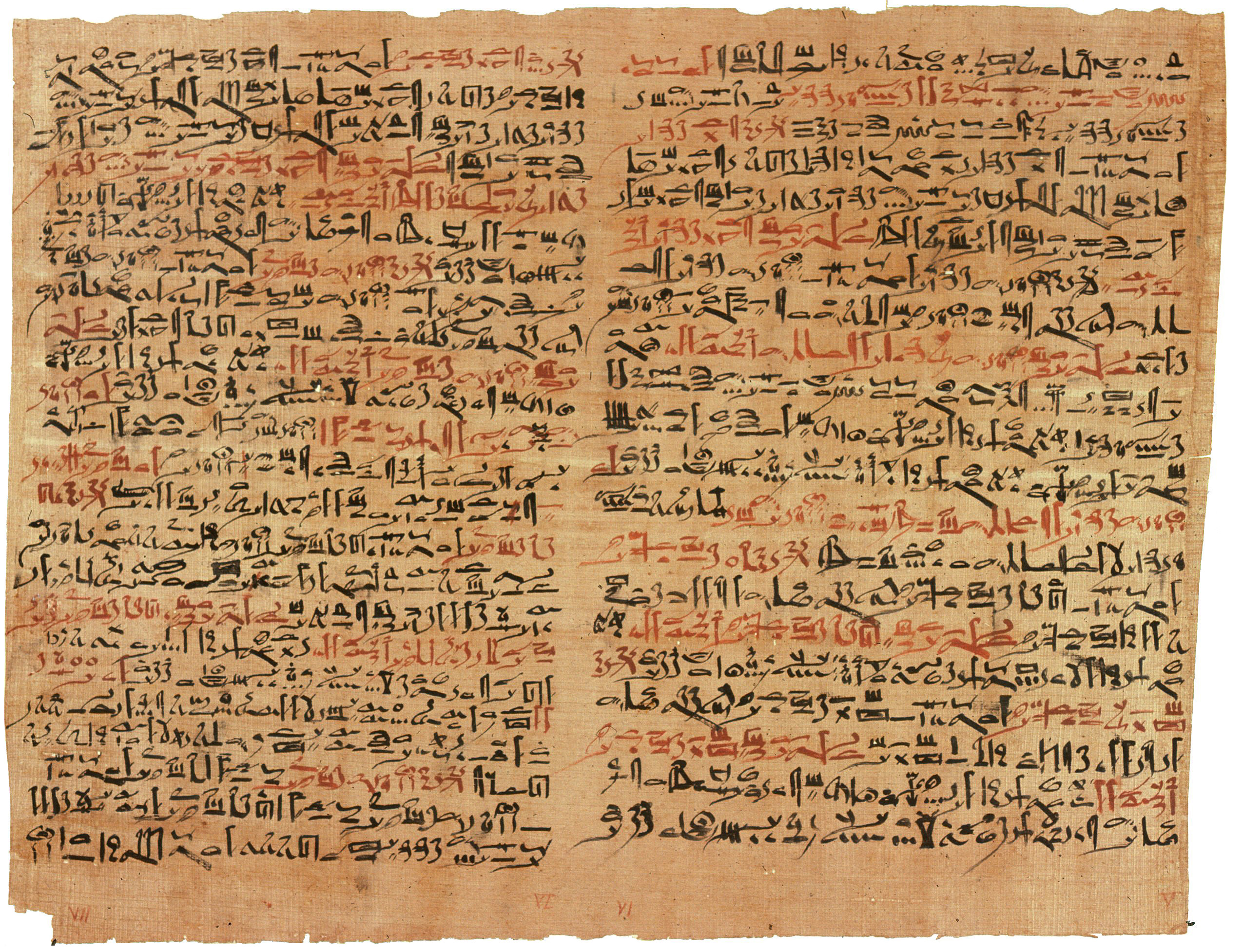
Papiro Edwin Smith. Partes VI y VII.

El Papiro Edwin Smith es un documento médico datado hacia el 1600 a. C., escrito por escribas egipcios. Está redactado en escritura hierática. Contiene tratamientos para heridas de guerra y descripciones anatómicas, y está expuesto en la Academia de Medicina de Nueva York.

## Características del documento
El documento, un papiro de 468 cm de largo por 36 cm de ancho, datado hacia el 1600 a. C., escrito por escribas egipcios. Es copia de textos más antiguos, como lo evidencia su vocabulario y gramática arcaica.

## Contenido
Es un antiguo texto, escrito en papiro, de cirugía traumática, que describe observaciones anatómicas, el examen, diagnóstico, tratamiento y pronóstico de numerosas heridas con detalles primorosos. Es una compilación de 48 casos de heridas de guerra, con los tratamientos que las víctimas habían recibido. Los tratamientos son racionales, y en un solo caso se recurre a remedios mágicos. El papiro contiene las primeras descripciones de suturas craneales, de la meninge, la superficie externa del cerebro, del líquido cerebroespinal y de las pulsaciones intracraneanas.
Los procedimientos quirúrgicos en el papiro Edwin Smith eran bastante racionales para la época. El papiro muestra que el corazón, el hígado, bazo, riñones, uréteres y la vesícula eran conocidos y, además, supieron que los vasos sanguíneos partían del corazón. También contenía un conjuro mágico contra la pestilencia y una prescripción para curar arrugas utilizando urea, sustancia que todavía se utiliza en cremas para la cara.
Los pasos utilizados en la medicina egipcia son similares a los actuales:
1. Síntomas: espasmos, inmovilidad desde las cervicales, ojos enrojecidos.
2. Diagnóstico: rotura al nivel del cuello.
3. Veredicto: enfermedad que no conozco.
4. Tratamiento: puede consultar a un mago o curandero, pues no le hará ningún mal.

Se afirma que Imhotep fue el fundador de la medicina egipcia y el autor original del papiro, aunque las evidencias sugieren que fue redactado y escrito, al menos, por tres autores diferentes.

## Historia del documento
Edwin Smith nace en 1822, el año en que fueron descifrados los jeroglíficos egipcios. Fue egiptólogo, y en 1862 compró los fragmentos del antiguo manuscrito en Luxor, Egipto. Aunque reconociera la importancia del manuscrito y procurara traducirlo, nunca publicó nada acerca de él. Murió en 1906, legando el papiro a su hija, que lo donó a la Sociedad de Historia de Nueva York. 
En 1920, la Sociedad pidió a James Breasted que lo tradujera, tarea que concluyó por 1930, ampliando el conocimiento de la historia de la medicina, y mostrando que los cuidados médicos egipcios de heridas producidas en el campo de batalla se basaban en el conocimiento de la anatomía y la experiencia observada, en absoluto contraste con los modos, a menudo mágicos, de curación descritos en otras fuentes médicas egipcias, tal como el papiro Ebers. 
En 1938 el papiro de Smith fue donado al Museo de Brooklyn, y en 1948 fue transferido a la Academia de Medicina de Nueva York, donde permanece. Posteriormente, el papiro fue expuesto en el Museo Metropolitano de Arte de Nueva York, del 13 de septiembre de 2005 al 15 de enero de 2006. Coincidiendo con la exhibición, James P. Allen, el conservador del museo, preparó una traducción íntegramente nueva del papiro, que se incluyó en el catálogo de la exposición.